# Gladsheim
Na mitologia Nórdica, Gladsheim é um reino em Asgard onde é situado o Valhala, o reino de Odin.
Snorri Sturluson, historiador islandês indica que Gladsheim era um salão da reunião, contendo doze assentos elevados onde o Æsir masculino presidia o conselho. Foi situado na planície de Ida ou de Idavoll em Asgard, perto do salão de Vingólf onde os deuses se encontravam.